# Distrito de Tambopata
El distrito del Tambopata es uno de los cuatro que conforman la provincia homónima ubicada en el departamento de Madre de Dios en el Sur del Perú.
Desde el punto de vista jerárquico de la Iglesia católica forma parte de la  Vicariato Apostólico de Puerto Maldonado

## Historia
El distrito fue creado mediante Ley N.º 1782 del 26 de diciembre de 1912 en el gobierno del Presidente Guillermo Billinghurst.

## Geografía
El clima de Tambopata es tropical, por lo que es muy caluroso y siempre llueve.

## Geografía humana
En este distrito de la Amazonia peruana habita las siguientes  etnias:
- Pano grupo Shipibo-Conibo autodenominado  Joni'.
- Tacana grupo Ese'Ejja, autodenominado también  Ese'Ejja.